# Abéché
Abéché es una ciudad de Chad, capital de la prefectura de Ouaddaï. 
Tiene una población de 97 963 habitantes (2009), lo que la hace la cuarta en importancia en su país. La ciudad era el capital del reino de Ouadaï hasta que Francia tomó el poder. En aquella época, era la ciudad más grande de Chad con 28.000 habitantes, pero las epidemias redujeron la población a 6000 habitantes en 1919. 
Hoy, la ciudad se conoce por sus mercados, dos mezquitas, iglesia, la plaza de la Independencia, y el palacio del Sultán. Hay también un pequeño aeropuerto justo fuera de la ciudad con vuelos a N'Djaména.
Abéché tomó nombre internacional debido a la crisis de la ONG Arca de Zoé. 
El 25 de octubre de 2007, fueron detenidos 16 europeos en Abéche acusados de secuestro y tráfico de menores entre los que figuraban seis miembros franceses de la ONG, siete miembros de una tripulación española de la compañía Girjet y tres periodistas franceses que cubrían la evacuación.
Tras ser acusados de en el tribunal de Abéché, fueron trasladados a Yamena (la capital del Chad) debido a la presión de la comunidad internacional. Tras 16 días de cautiverio, fueron liberados los primeros en el avión presidencial francés y los otros en un Falcon del ejército de España.
Los miembros de la ONG, encabezados por Eric Bretau y Emele Loulech, siguen encarcelados a la espera de juicio.
El Gobierno de España anunció la financiación de la educación de los 103 niños que iban a ser evacuados en la Cumbre Iberoamericana de 2007.
El Aparato de la Compañía Girjet sigue secuestrado en el pequeñísimo aeropuerto de Abéché, donde fue llevado a través de un engaño por la tripulación formada por Agustín Rey, Sergio Muñoz, Tatiana Suárez, Carolina Jean, Sara López, Mercedes Calleja y Daniel G. Banderas.